# Dicranomyia (Peripheroptera) eudorae
Dicranomyia (Peripheroptera) eudorae is een tweevleugelige uit de familie steltmuggen (Limoniidae). De soort komt voor in het Neotropisch gebied.